# Breaux Bridge
Breaux Bridge – miasto w Stanach Zjednoczonych, w stanie Luizjana, w parafii St. Martin.